# Бородино (Рыбинский район)
Бородино— село в Рыбинском районе Красноярского края, административный центр Бородинского сельсовета.

## География
Находится в примерно в 17 километрах по прямой на юго-восток от районного центра города Заозёрный.

## Климат
Климат резко континентальный. Зима суровая, средние температуры января составляют –19—21 °С, критические — от –45 до –52 °С. Лето преимущественно жаркое, солнечное, со средними температурами июля +19—25 °С, максимальные: +34—38 °С.    

## История
Село по региональным данным основано в 1827 году. Названо в честь Бородинского сражения. В 1926 году было учтено 1357 жителей, преимущественно русских.

## Население
Постоянное население составляло 1040 человек в 2002 году (95% русские),  877 в 2010.